# Kay Qobad

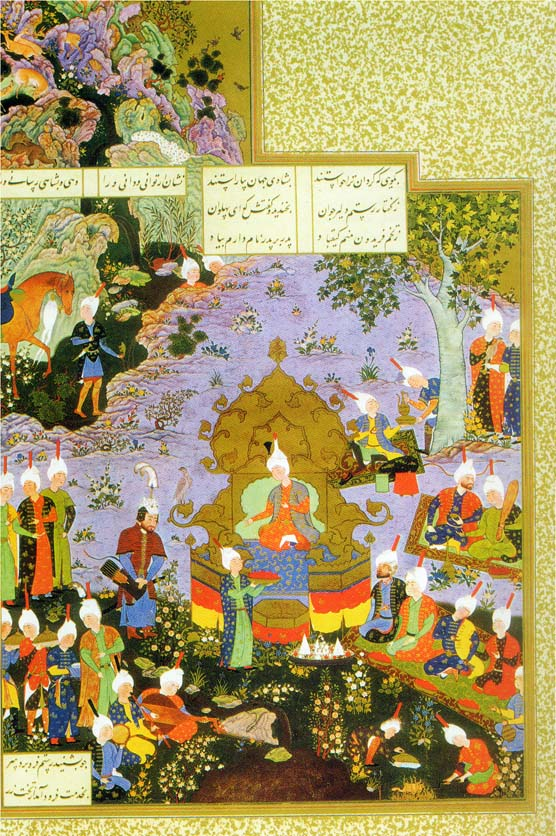
Qobad leefde in het Alborzgebergte voordat Rostam hem naar de hoofdstad Estakhr bracht

Kay Qobad is een sjah uit de Shahnameh van de dichter Ferdowsi (10e eeuw). Hij is de opvolger van Zav, weet de Turaniërs (de nomadische volkeren van het noorden) te verslaan en een vrede met hen te tekenen die vele jaren stand houdt. Hij is de vader van Kay Kavus, Kay Arash, Kay Pashin en Ashkas. Hij sterft na honderd jaar in vrede te hebben geregeerd. Kay Kavus volgt hem op.
Zav, de zoon van Tahmasp, volgt Nozar op. Hij overlijdt op zesentachtig jarige leeftijd na vijf jaar geregeerd te hebben. Afrasyab, de zoon van Pashang, de Turaanse monarch, krijgt bevel Perzië aan te vallen, nu zij zonder koning is. Afrasyab trekt van Sepinjab de rivier de Oxus over. Zal-Dastan wordt gevraagd maatregelen te treffen. Hij zoekt een geschikt paard voor zijn zoon Rostam, Rakhsh en laat hem de nieuwe sjah, Kay Qobad, uit de Alburz bergen brengen. Gekroond, leidt Kay Qobad het Perzische leger tegen Afrasyab. Mehrab, de koning van Kabol leidt één vleugel, Gazdahom de andere en in het centrum voeren Qaren en Keshvad de troepen aan. Zal en Kay Qobad volgen. Als de strijd is losgebarsten weet Rostam de Turaanse leider Afrasyab bij de riem uit het zadel te tillen. Maar de riem breekt en zijn ruiters helpen Afrasyab van de grond en brengen hem in veiligheid. De Turaniërs trekken zich terug in Damghan en terug over de Oxus. Pashang stelt Qobad in een brief voor voortaan de Oxus als grens tussen hun landen aan te houden, zoals Fereidoen destijds had besloten toen hij zijn zonen Tur en Iraj hun land toebedeelde. De vrede wordt gesloten, ondanks Rostams bezwaar dat de Turaniërs geen vrede verdienen. Qobad reist naar Estakhr in Pars, waar zijn paleis en schatten waren, en sterft na honderd jaar in vrede te hebben geregeerd. Zijn zoon Kay Kavus volgt hem op als sjah van Perzië.